# Take Action! Vol. 8
Take Action! Vol. 8 é um álbum compilação lançado pela Hopeless Records, no dia 17 de fevereiro de 2009.

## Faixas
| CD Audio |                                                     |                          |         |  |
| N.º      | Título                                              | Artista                  | Duração |  |
| 1.       | "PSA"                                               | Cute Is What We Aim For  | 0:16    |  |
| 2.       | "Doctor"                                            | Cute Is What We Aim For  | 3:07    |  |
| 3.       | "Fell In Love With You"                             | Motion City Soundtrack   | 2:31    |  |
| 4.       | "The Smile, The Face"                               | Emery                    | 2:46    |  |
| 5.       | "Remember When (Used To Be Used To It)"             | There For Tomorrow       | 3:55    |  |
| 6.       | "All Over You" (Live In Souix Falls)                | The Spill Canvas         | 3:50    |  |
| 7.       | "Diamonds"                                          | Breathe Carolina         | 3:55    |  |
| 8.       | "The Party Song"                                    | Forever The Sickest Kids | 3:31    |  |
| 9.       | "In Pursuing Design"                                | Versa Emerge             | 3:50    |  |
| 10.      | "Halloween"                                         | Meg & Dia                | 4:15    |  |
| 11.      | "Reaction"                                          | Ace Enders               | 3:59    |  |
| 12.      | "The Brightest Green"                               | Anarbor                  | 3:17    |  |
| 13.      | "Think Of You Later (Empty Room)"                   | Every Avenue             | 3:00    |  |
| 14.      | "Jealous Minds Think Alike"                         | You Me At Six            | 3:40    |  |
| 15.      | "You've Already Been"                               | Bayside                  | 3:33    |  |
| 16.      | "Timing Just Isn't Your Thing"                      | Red Car Wire             | 3:07    |  |
| 17.      | "Come Around"                                       | Sing It Loud             | 3:22    |  |
| 18.      | "Umbrellas And Elephants"                           | Cinematic Sunrise        | 3:31    |  |
| 19.      | "So Hot, And You Sweat On It" (Purevolume Sessions) | Four Year Strong         | 3:37    |  |
| 20.      | "Remembering Sunday"                                | All Time Low             | 4:18    |  |

| DVD Videoclipe |                                                     |                                  |         |  |
| N.º            | Título                                              | Artista                          | Duração |  |
| 1.             | "Fell In Love Without You"                          | Motion City Soundtrack           |         |  |
| 2.             | "Stay Out"                                          | Hit The Lights                   |         |  |
| 3.             | "Poppin' Champagne" (Remix Video)                   | All Time Low                     |         |  |
| 4.             | "No More Room To Breathe"                           | There For Tomorrow               |         |  |
| 5.             | "Natural Disaster"                                  | Plain White T's                  |         |  |
| 6.             | "Somewhere In Between"                              | Hawthorne Heights                |         |  |
| 7.             | "Lay Me Back Down"                                  | Portugal. The Man                |         |  |
| 8.             | "The Good Left Undone" (Live At Hurricane Festival) | Rise Against                     |         |  |
| 9.             | "Desperate Times, Desperate Measures"               | Underoath                        |         |  |
| 10.            | "The Day Hell Broke Loose At Sicard Hollow"         | Maylene and the Sons of Disaster |         |  |
| 11.            | "A Dangerous Man"                                   | Foxy Shazam                      |         |  |
| 12.            | "Life Was All A Dream"                              | Before Their Eyes                |         |  |
| 13.            | "Do Something Overview Video"                       | Do Something                     |         |  |

## Referência
1. ↑  «Various - Take Action! Vol. 8». Discogs (em inglês). Consultado em 27 de abril de 2010